# 1 Samuel 24
1 Samuel 24 es el vigesimocuarto capítulo del Primer Libro de Samuel en el Antiguo Testamento de la Biblia cristiana  o la primera parte de los Libros de Samuel en la Biblia hebrea. Según la tradición judía, el libro se atribuyó al profeta Samuel, con adiciones de los profetas Gad y Natán, pero muchos eruditos modernos lo ven como una composición de varios textos independientes de diversas épocas, desde el 630-540 a. C. aproximadamente.  Este capítulo contiene el relato de la huida de David de los repetidos intentos de Saúl de matarlo. Esto se encuentra dentro de una sección que comprende desde 1 Samuel 16 hasta 2 Samuel 5, que registra el ascenso de David como rey de Israel.

## Texto
Este capítulo fue escrito originalmente en el idioma hebreo. Está dividido en 22 versículos.

### Testigos textuales
Algunos manuscritos antiguos que contienen el texto de este capítulo en hebreo son de la tradición del Texto Masorético, que incluye el Códice de Jerusalén (895), el Códice de Alepo (siglo X) y el Códice de Leningrado (1008). Se encontraron fragmentos que contienen partes de este capítulo en hebreo entre los Rollos del Mar Muerto, incluido el 4Q51 (4QSama; 100-50 a. C.) con los versículos 3-4, 9-10 y 12 existentes.
Entre los manuscritos antiguos existentes de una traducción al griego koiné conocida como la Septuaginta (originalmente realizada en los últimos siglos a. C.) se encuentran el Códice Vaticano (B; {\displaystyle \ ara{G}}B; siglo IV) y el Códice Alejandrino (A; {\displaystyle \ ara{G}}A; siglo V).

## Lugares
- Engedi

## David perdonó la vida a Saúl (24:1-15)
1 Samuel 23:29 (24:1 en la Biblia hebrea) relata el traslado de David a En-Gedi, en la zona montañosa que rodea el Mar Muerto, mientras Saúl, que regresaba de una batalla con los filisteos, lo perseguía. La sección enfatiza dos puntos: (1) David podría haber matado fácilmente a Saúl y, por lo tanto, haberse apoderado de la realeza, pero (2) resistió la tentación de matar al «ungido del SEÑOR», e incluso impidió que sus hombres hicieran daño a Saúl (versículo 7). David explicó en su discurso (versículos 8-15) que en lugar de vengarse de Saúl (por «tratarle como a un perro o una pulga insignificantes»), reconoció debidamente la posición de Saúl como rey elegido por Dios (versículo 8) y encomendó la venganza a Dios (versículo 12). Otro relato similar de perdonar la vida de Saúl se encuentra en 26:1-25.

### Versículo 3
Y llegó a los rediles de las ovejas junto al camino, donde había una cueva; y Saúl entró para cubrirse los pies; y David y sus hombres se quedaron en los lados de la cueva.
- Los «rediles» o «majadas» son «simples recintos amurallados» (Números 32:16; Jueces 5:16; 2 Crónicas 32:28; Salmos 78:70; Zacarías 2:6; Juan 10:1) donde se conducen las ovejas por la noche para protegerlas de los ladrones o las bestias salvajes, y que podrían tener forma de cuevas en invierno (1 cf. Zacarías 2:6).[18]
- «Cubrirse los pies»: un modismo (eufemismo) para «hacer sus necesidades».[19][20]

## El juramento de David a Saúl (24:16-22)
Esta sección contrasta la rectitud de David al someterse a la voluntad de Dios y no tomar el asunto en sus propias manos contra la lamentable figura de Saúl. Las tres partes del discurso de Saúl reflejan su débil posición: (1) Saúl admitió que sus acciones habían sido malas y que David era más «justo» que él (versículo 17); (2) Saúl reconoció que David se convertiría en rey (cf. palabras de Jonatán a David en Horesh en 1 Samuel 23:17); (3) Saúl suplicó que David preservara su nombre y no exterminara a sus descendientes (haciendo eco del pacto de Jonatán con David en relación con la casa de Saúl en 1 Samuel 2 0:14-15).

### Versículo 22
Y David le juró esto a Saúl. Entonces Saúl se fue a casa, pero David y sus hombres subieron a la fortaleza.
Por lo general, un nuevo rey (de una nueva dinastía) mataba a todos los descendientes del rey al que reemplazaba para deshacerse de posibles rivales, pero David juró no acabar con la dinastía de Saúl, lo que cumplió con su trato a Mefi-boset, hijo de Jonatán (2 Samuel 9). Cuando Saúl regresó a casa, David supo con prudencia que Saúl era un traidor y no siguió a Saúl, sino que permaneció como fugitivo en el desierto.

### Comentarios sobre Samuel
- Auld, Graeme (2003). «1 & 2 Samuel».  En James D. G. Dunn and John William Rogerson, ed. Eerdmans Commentary on the Bible. Eerdmans. ISBN 9780802837110.
- Bergen, David T. (1996). 1, 2 Samuel. B&H Publishing Group. ISBN 9780805401073.
- Gordon, Robert P. (1999). I & II Samuel, A Commentary. Zondervan. ISBN 978-0310230229.
- Hertzberg, Hans Wilhelm (1964). I & II Samuel, A Commentary (trans. from German 2nd edition 1960 edición). Westminster John Knox Press. p. 19. ISBN 978-0664223182.
- Tsumura, David Toshio (2007). The First Book of Samuel. Eerdmans. ISBN 9780802823595.

### General
- Breytenbach, Andries (2000). «Who Is Behind The Samuel Narrative?».  En Johannes Cornelis de Moor and H.F. Van Rooy, ed. Past, Present, Future: the Deuteronomistic History and the Prophets. Brill. ISBN 9789004118713.
- Coogan, Michael David (2007).  Coogan, Michael David; Brettler, Marc Zvi; Newsom, Carol Ann et al., eds. The New Oxford Annotated Bible with the Apocryphal/Deuterocanonical Books: New Revised Standard Version, Issue 48 (Augmented 3rd edición). Oxford University Press. ISBN 978-0195288810.
- Fitzmyer, Joseph A. (2008). A Guide to the Dead Sea Scrolls and Related Literature. Grand Rapids, MI: William B. Eerdmans Publishing Company. ISBN 9780802862419.
- Halley, Henry H. (1965). Halley's Bible Handbook: an abbreviated Bible commentary (24th (revised) edición). Zondervan Publishing House. ISBN 0-310-25720-4. (requiere registro).
- Hayes, Christine (2015). Introduction to the Bible. Yale University Press. ISBN 978-0300188271.
- Jones, Gwilym H. (2007). «12. 1 and 2 Samuel».  En Barton, John; Muddiman, John, eds. The Oxford Bible Commentary (first (paperback) edición). Oxford University Press. pp. 196-232. ISBN 978-0199277186. Consultado el 6 de febrero de 2019.
- Klein, R.W. (2003). «Samuel, books of».  En Bromiley, Geoffrey W, ed. The International Standard Bible Encyclopedia. Eerdmans. ISBN 9780802837844.
- Knight, Douglas A (1995). «Chapter 4 Deuteronomy and the Deuteronomists».  En James Luther Mays, David L. Petersen and Kent Harold Richards, ed. Old Testament Interpretation. T&T Clark. p. 62. ISBN 9780567292896.
- Ulrich, Eugene, ed. (2010). The Biblical Qumran Scrolls: Transcriptions and Textual Variants. Brill.
- Würthwein, Ernst (1995). The Text of the Old Testament. Grand Rapids, MI: Wm. B. Eerdmans. ISBN 0-8028-0788-7. Consultado el 26 de enero de 2019.